# JoBeth Williams
Margaret Jobeth Williams (Houston, 6 december 1948) is een Amerikaanse actrice, filmproducente en filmregisseuse.

## Biografie
Williams heeft de high school doorlopen aan de Jones High School in Houston. Hierna ging zij studeren aan de Brown-universiteit in Providence (Rhode Island) waar zij haar diploma haalde in kinderpsychiatrie, zij wilde hiervan haar beroep maken maar besloot al snel om actrice te worden. Zij nam stemlessen om haar Texaans accent te verliezen en verhuisde naar New York waar zij als actrice begon.
Williams is vanaf 1982 getrouwd. Uit dit huwelijk heeft zij twee zonen.

## Filmografie

### Films
Selectie:
- 2009 TiMER – als Marion Depaul
- 2007 In the Land of Women – als Agnes Webb
- 2005 Fever Pitch – als Maureen Meeks
- 1997 Jungle 2 Jungle – als dr. Patricia Cromwell
- 1994 Wyatt Earp – als Bessie Earp
- 1992 Stop! Or My Mom Will Shoot – als Lt. Gwen Harper
- 1991 Switch – als Margo Brofman
- 1991 Victim of Love – als Tess Palmer
- 1986 Poltergeist II: The Other Side – als Diane Freeling
- 1984 American Dreamer – als Cathy Palmer / Rebecca Ryan
- 1983 The Day After – als verpleegster Nancy Bauer
- 1983 The Big Chill – als Karen Bowens
- 1982 Poltergeist – als Diane Freeling
- 1979 Kramer vs. Kramer – als Phyllis Bernard

### Televisieseries
Uitgezonderd eenmalige gastrollen.
- 2023 A Million Little Things – als Lana Strobe – 2 afl.
- 2019 Station 19 – als Reggie – 2 afl.
- 2015 Your Family or Mine – als Ricky – 6 afl.
- 2014 – 2015 Marry Me – als Myrna – 4 afl.
- 2011 – 2015 Hart of Dixie – als Candice Hart – 7 afl.
- 2013 – 2015 Perception – als Margaret Pierce – 2 afl.
- 2014 Extant – als Leigh Kern – 2 afl.
- 2009 – 2011 Private Practice – als Bizzy Montgomery – 6 afl.
- 2007 Dexter – als Gail Brandon – 4 afl.
- 2006 – 2007 The Nine – als Sheryl Kates – 2 afl.
- 2003 Miss Match – als Lianne Fox – 3 afl.
- 1999 Payne – als Constance Payne – 9 afl.
- 1995 – 1996 the Client – als Reggie Love – 21 afl.
- 1994 Frasier – als Madeline Marshall – 2 afl.
- 1992 Fish Police – als Angel – 6 afl.
- 1977 – 1981 Guiding Light – als Brandy Schlooe – 14 afl.
- 1980 The White Shadow – als Paula Harris – 2 afl.
- 1975 – 1976 Somerset – als Carrie Wheeler – 2 afl.

### Filmproducente
- 2021 Screen Actors Guild Awards - televisiespecial
- 2020 The 26th Annual Screen Actors Guild Awards - televisiespecial
- 2019 The 25th Annual Screen Actors Guild Awards - televisiespecial
- 2018 24th Annual Screen Actors Guild Awards - televisiespecial
- 2017 The 23rd Annual Screen Actors Guild Awards - televisiespecial
- 2016 22nd Annual Screen Actors Guild Awards - televisiespecial
- 2015 The 21st Annual Screen Actors Guild Awards - televisiespecial
- 2014 The 20th Annual Screen Actors Guild Awards - televisiespecial
- 2013 Cash for Gold - korte film
- 2013 19th Annual Screen Actors Guild Awards - televisiespecial
- 2012 18th Annual Screen Actors Guild Awards - televisiespecial
- 2011 17th Annual Screen Actors Guild Awards - televisiespecial
- 2010 16th Annual Screen Actors Guild Awards - televisiespecial
- 2009 15th Annual Screen Actors Guild Awards - televisiespecial
- 2008 14th Annual Screen Actors Guild Awards - televisiespecial
- 2007 13th Annual Screen Actors Guild Awards - televisiespecial
- 1994 On Hope - korte film
- 1991 Bump in the Night - film

### Filmregisseuse
- 2001 Night Vission – televisieserie – 1 afl.
- 2001 Winona's Web – film
- 2000 Frankie & Hazel – film
- 1994 On Hope – korte film

- Biblioteca Nacional de España: XX1306164
- Bibliothèque nationale de France: cb13985261r (data)
- Gemeinsame Normdatei: 129251372
- International Standard Name Identifier: 0000 0000 8164 1213
- Library of Congress Control Number: no90001349
- Nationale Bibliotheek van Israël: 987007458723205171
- Nationale Bibliotheek van Polen: a0000001756018
- SNAC: w6m33r9q
- Virtual International Authority File: 91532600
- WorldCat: E39PBJx4kxy8KJD3GfwmKPyfMP